# У світі безмовності
«У світі безмовності» (або «Світ тиші», фр. Le Monde du silence) — французький документальний фільм 1956 року, поставлений дослідником-океанографом Жаком-Івом Кусто та режисером Луї Малем. Кіноверсія однойменної книги Ж.-І. Кусто, що вийшла у 1953 році. Прем'єра фільму відбулася 26 травня 1956 року на 9-му Каннському кінофестивалі, де фільм здобув Золоту пальмову гілку, ставши першою документальною стрічкою, яку відзначили цією нагородою. 1957 року «У світі безмовності» здобув премію «Оскар» як найкращий документальний фільм .

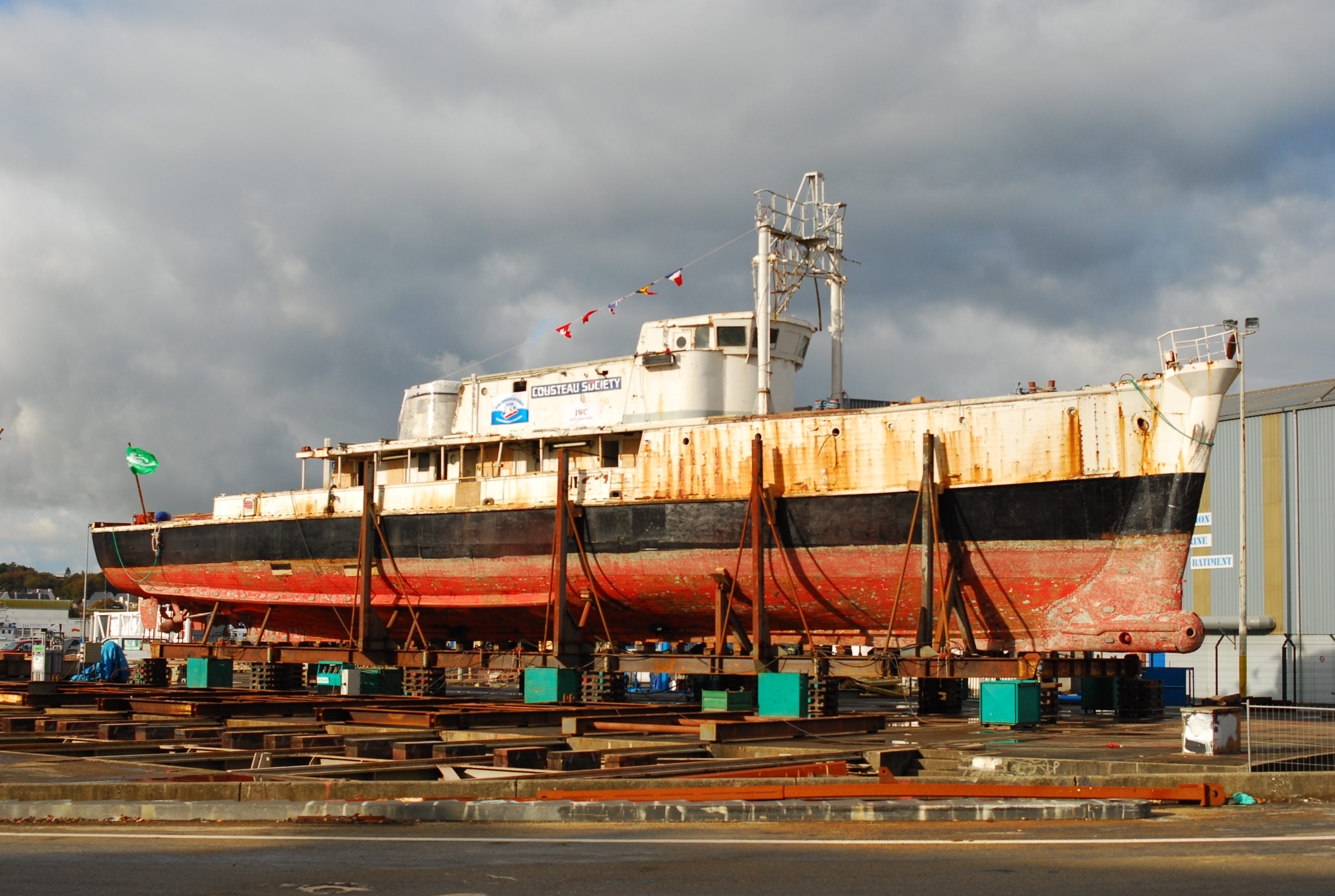
Корабель «Каліпсо»

Фільм став одним з перших фільмів, у якому використано підводне знімання для показу океанських глибин у кольорі.
Знімання фільму відбувалося протягом 1954-го і 1955-го років на Середземному і Червоному морях, в Перській затоці і Індійському океані. Знімальна група перебувала на борту корабля «Каліпсо». У фільм увійшла лише десята частина відзнятого матеріалу. Всього відзняли понад 25 кілометрів кіноплівки.
До 2004 року «У світі безмовності» був єдиним документальним фільмом що переміг на Каннському кінофестивалі, отримавши «Золоту пальмову гілку».

## Визнання
| Нагороди та номінації фільму «У світі безмовності» | Нагороди та номінації фільму «У світі безмовності» | Нагороди та номінації фільму «У світі безмовності» | Нагороди та номінації фільму «У світі безмовності» | Нагороди та номінації фільму «У світі безмовності» | Нагороди та номінації фільму «У світі безмовності» |
| Рік                                                | Кінофестиваль/кінопремія                           | Категорія/нагорода                                 | Номінант                                           | Результат                                          |                                                    |
| -------------------------------------------------- | -------------------------------------------------- | -------------------------------------------------- | -------------------------------------------------- | -------------------------------------------------- | -------------------------------------------------- |
| 1956                                               | 9-й Каннський міжнародний кінофестиваль            | Золота пальмова гілка                              | У світі безмовності                                | Перемога                                           |                                                    |
| 1956                                               | Національна рада кінокритиків США                  | Найкращий іноземний фільм                          | У світі безмовності                                | Перемога                                           |                                                    |
| 1956                                               | Національна рада кінокритиків США                  | ТОП іноземних фільмів                              | У світі безмовності                                | Перемога                                           |                                                    |
| 1957                                               | Премія «Оскар»                                     | Найкращий документальний фільм                     | У світі безмовності                                | Перемога                                           |                                                    |
| 1957                                               | Премія BAFTA                                       | Найкращий документальний фільм                     | У світі безмовності                                | Номінація                                          |                                                    |
| 1957                                               | Синдикат французьких кінокритиків                  | Найкращий фільм                                    | У світі безмовності                                | Перемога                                           |                                                    |